# Apatelodes anna
Apatelodes anna is een vlinder uit de familie van de Apatelodidae. De wetenschappelijke naam van de soort is, als Olceclostera anna, voor het eerst geldig gepubliceerd in 1906 door William Schaus.